# Chlorops flavifemorata
Chlorops flavifemorata är en tvåvingeart som först beskrevs av Macquart 1835.  Chlorops flavifemorata ingår i släktet Chlorops och familjen fritflugor.
Artens utbredningsområde är Frankrike. Inga underarter finns listade i Catalogue of Life.